# Barbara Z. Kielar
Barbara Zofia Kielar (ur. 17 czerwca 1930 w Łodzi, zm. 15 czerwca 2021) – polska translatorka, nestorka teorii tłumaczenia prawniczego, prof. dr hab.

## Życiorys
Córka Franciszka. Absolwentka prywatnego Liceum Fundacji Wandy z Posseltów Szachtmajerowej (1948), aktywna członkini Związku Harcerstwa Polskiego (1944–1950). Absolwentka studiów na Wydziale Humanistycznym Uniwersytetu Warszawskiego (1948–1952) z dyplomem magistra filozofii w zakresie języka angielskiego oraz studiów pierwszego stopnia (1950–1953) na Wydziale Prawa Uniwersytetu Warszawskiego.
Z nakazu pracy zatrudniona jako starsza radczyni ds. międzynarodowych w Centralnym Zarządzie Radiostacji (1953–1958), następnie jako kierowniczka biura w Ośrodku Informacyjno-Naukowym Pfizer i Przedsiębiorstwie Handlu Zagranicznego Polcomex (1958–1964). Sekretarz redakcji Wydawnictw Informacyjno-Katalogowych Polskiej Akademii Nauk (1964). Lektorka języka angielskiego w Wyższym Studium Języków Obcych (1964–1972). Pracę doktorską pod kierunkiem Olgierda Wojtasiewicza obroniła w 1969. Stopień naukowy doktor habilitowanej uzyskała w 1976 na podstawie rozprawy pt. „Language of the Law in the Aspect of Translation”. W 1989 została powołana na stanowisko profesor nadzwyczajnej, a w 1993 – na stanowisko profesor zwyczajnej Uniwersytetu Warszawskiego. Przedmiotem jej zainteresowań była komunikacja językowa w zakresie tworzenia i stosowania prawa. Rozważała różne kwestie z zakresu ekwiwalencji przekładu, kryteriów oceny jakości przekładu, granic przekładalności, profesjonalnego kształcenia tłumaczy. Prace jej zaliczyć można po części do lingwistyki, translatoryki, terminologii i terminografii.
Była pracowniczką Wydziału Lingwistyki Stosowanej i Filologii Wschodniosłowiańskich UW (1972–2010): w Instytucie Lingwistyki Stosowanej (1972–2000), w Katedrze Języków Specjalistycznych (2000–2009) i w Instytucie Kulturologii i Lingwistyki Antropocentrycznej (2010). Ponadto była w latach 1914–2014 była konsultantką naukową czasopisma specjalistycznego „Lingua Legis” pod auspicjami Polskiego Towarzystwa Tłumaczy Przysięgłych i Specjalistycznych TEPIS (1994–2014). Odznaczona Złotym Krzyżem Zasługi (1985), Krzyżem Kawalerskim Orderu Odrodzenia Polski (2000) oraz tytułem „Członek Honorowy PT TEPIS”.
Była autorką ponad stu prac z zakresu lingwistyki, translatoryki oraz dydaktyki translacyjnej, w tym znajdują się: 4 monografie i rozprawy, 5 podręczników i słowników, 60 artykułów, 28 recenzji książek naukowych głównie do tyczących teorii przekładu, opublikowanych między innymi w czasopismach: „Kwartalnik Neofilologiczny”, „Przegląd Glottodydaktyczny” i „Państwo i Prawo” oraz ekspertyzy i autoryzowane tłumaczenia. B. Z. Kielar sporządziła ponadto liczne opinie profesorskie i habilitacyjne oraz kilka ocen rozpraw doktorskich.
Pod jej opieką prace magisterskie przygotowało ponad 200 studentów. Doktorat pod jej kierunkiem napisała m.in. Danuta Kierzkowska (2001).
Pochowana na Cmentarzu Powązkowskim w Warszawie w dniu 8 lipca 2021.

## Publikacje

### Monografie
- 1969 – Angielskie ekwiwalenty polskiej terminologii z zakresu zagadnień prawno-ustrojowych w Polsce – rozprawa doktorska, 220 s.
- 1973 – Angielskie ekwiwalenty polskich terminów prawno-ustrojowych. Warszawa: Państwowe Wydawnictwo Naukowe, 115 s.
- 1977 – Language of the Law in the Aspect of Translation. Warszawa: Wyd. Uniwersytetu Warszawskiego, 169 s.
- 1988 – Tłumaczenie i koncepcje translatoryczne[4]. Wrocław: Zakład Narodowy im. Ossolińskich, 135 s.

Źródło:

### Podręczniki i słowniki
- 1973 – Obcojęzyczny słownik prawniczy, część polsko-angielska. Warszawa: Instytut Nauk Prawnych PAN, 265 s. (jako członek zespołu dokonującego wyboru angielskich odpowiedników haseł w języku polskim, w którym uczestniczyli: O. Wojtasiewicz, M. Szerer, B. Z. Kielar i E. Muszalski).
- 1975 – Terminologia konferencyjna. Warszawa: Wyd. Uniwersytetu Warszawskiego, 58 s. [dodatek w języku polskim do J. Herbert, Conference Terminology. Amsterdam: Elsevier] (w zespole: H. Dzierżanowska, B. Z. Kielar, A. Kopczyński, J. Pieńkos – każdy uczestnik opracował około 200 polskich odpowiedników).
- 1986 – Słownik prawniczy polsko-angielski, pod red. L. Bara. Wrocław: Zakład im. Ossolińskich, 212 s. (weryfikacja haseł w zespole: O. Wojtasiewicz, M. Szerer, B. Z. Kielar).
- 2001 – Translatoryka. Warszawa: Wyższa Szkoła Języków Obcych „Avans”, 158 s.
- 2003 – Zarys translatoryki. Warszawa: Katedra Języków Specjalistycznych, 161 s. (wyd. 1; 2007 wyd. 2; 2009 wyd. 3).

### Rozprawy naukowe
- 1970 – The Method of Double Context in Translation , (w:) Studia Anglica Posnaniensia, vol. 3, No 1–2, 89–93.
- 1976 – Dwujęzyczne słowniki prawnicze , (w:) Grucza F. (red.), Lingwistyka stosowana i glottodydaktyka. (Materiały z Sympozjum zorganizowanego przez Instytut Lingwistyki Stosowanej UW, Warszawa, 20–22 listopada 1973). Warszawa: Wydawnictwa Uniwersytetu Warszawskiego, 155–164.
- 1976 – Instytut Lingwistyki Stosowanej UW (w:) Przegląd prac naukowo-badawczych w Uniwersytecie Warszawskim w latach 1971–1974. Warszawa: Wyd. Uniwersytetu Warszawskiego, 113–5.
- 1979 – W obronie koncepcji ‘języka prawnego’ jako rejestru języka naturalnego , (w:) Państwo i Prawo, XXXIV, Nr 8–9, 172–3. A. (red.), Literatury i języki krajów socjalistycznych. Warszawa: Wyd. Uniwersytetu Warszawskiego, 271–9.1980 – Na marginesie angielskiego tłumaczenia kpk, (w:) Państwo i Prawo, XXXV, Nr 8, 102–113.
- 1980 – Nauczanie języka obcego i tłumaczenia – problemy gramatyczne i stylistyczne , (w:) Słownictwo techniczne w dziedzinie tłumaczeń. Poznań: Naczelna Organizacja Techniczna, 6–22.
- 1981 – Nauczanie tłumaczenia w zakresie języka specjalistycznego , (w:) Grucza F. (red.), Glottodydaktyka a translatoryka. (Materiały z IV Sympozjum zorganizowanego przez Instytut Lingwistyki Stosowanej UW, Jachranka 3–5 listopada 1976 r.). Warszawa: Wydawnictwa Uniwersytetu Warszawskiego, 111–125.
- 1984 – Technical Terms in Foreign Language Teaching and in Teaching Translation , (w:) Hrala M. (red.), Translatologica Pragensia I. Acta Universitatis Carolinae, Philologica 1–3. Praha: Univerzita Karlova.
- 1985 – Z zagadnień badawczych translatoryki , (w:) F.Grucza (red.), Lingwistyka, glottodydaktyka, translatoryka. (Materiały z VIII Sympozjum zorganizowanego przez Instytut Lingwistyki Stosowanej UW, Jadwisin 5–7 listopada 1982 r.). Warszawa: Wyd. Uniwersytetu Warszawskiego, 225–238.
- 1986 – O adekwatne ujęcie właściwości językowych tłumacza, (w:) F.Grucza (red.), Problemy translatoryki i dydaktyki translatorycznej. (Materiały IX Sympozjum Instytutu Lingwistyki Stosowanej UW, Białowieża 15–17 maja 1983 r.) Warszawa: Wyd. Uniwersytetu Warszawskiego, 29–38.
- 1988 –Translating Statutory Texts Interlingual and Interlegal Confrontations, (w:) Hrala M. (ed.), Translatologica Pragensia II. Acta Universitatis Carolinae, Philologica 13. Praha: Univerzita Karlova, 785–798.
- 1989 – Sposoby interpretacji zjawisk kulturowych przy nauczaniu języka obcego i tłumaczenia, (w:) Grucza F. (red.), Bilingwizm, bikulturyzm, implikacje glottodydaktyczne. (Materiały z XII Sympozjum zorganizowanego przez Instytut Lingwistyki Stosowanej UW Zaborów, 18–20 wrzenia 1986 r.). Warszawa: Wyd. Uniwersytetu Warszawskiego, 51–63.
- 1991 – O tłumaczeniu tekstów prawnych, (w:) Gizmajer M. (red.), Polskie Forum Przekadu Prawniczego. Warszawa: TEPIS, 10–19.
- 1992 – O wzorcach kulturowych i tekstowych w tłumaczeniu i w dydaktyce translacyjnej, (w:) Grucza F. (red.), Język, kultura, kompetencja kulturowa. (Materiay z XIII Sympozjum zorganizowanego przez Instytut Lingwistyki Stosowanej UW Zaborów, 5–8 listopada 1987 r.). Warszawa: Wyd. Uniwersytetu Warszawskiego, 229–242.
- 1993 – (z J. Miler) Through the looking glass of translation – the verb phrases in the statutory clauses in Kodeks handlowy and their English renditions, (w:) Miler J. (red.), International Forum of Legal Translation 1992, Proceedings. Warszawa: TEPIS, 41–53.
- 1996 – Gramatyka translacyjna a ekwiwalencja przekładowa, (w:) Lukszyn J. (red.), Gramatyki translacyjne. Warszawa: TOPOS, 87–100.
- 1996 – Kierunki rozwoju translatoryki w okresie 1970–1995, (w:) Lingua Legis, Nr 4, 20–27.
- 1997 – Translating statutory texts: in search of meaning and relevance, (w:) Lewandowska-Tomaszczyk B., Thelen M. (red.). Translation and Meaning, Part 4. Maastricht, 293–298.
- 1999 – Textual Equivalence or Relevance – a conceptual dilemma in translation theory and practice, (w:) Jakóbczyk St. (red.), Przenikanie kultur poprzez przekład literacki –Transfert des cultures par le bias des traductions litteraires, Bruxelles – Paris: AIMAV Didier Erudition, 15–20.
- 1999 – Teaching language for legal purposes (English and Polish), (w:) Tomaszczyk J. (red.), Aspects of Legal Language and Legal Translation. Łódź: University Press, 117–127.
- 1999 – (z E. Lawendowską), Towards better communication: cultural and terminological aspects of Polish translations of English texts relating to copyright law, (w:) Tomaszczyk J. (ed.), Aspects of Legal Language and Legal Translation. Łódź: University Press, 171–182.
- 2000 – O tłumaczeniu tekstw specjalistycznych, (w:) Kielar B.Z., Krzeszowski T. P., Lukszyn J., Namowicz T. (red.), Problemy komunikacji międzykulturowej. Lingwistyka, translatoryka, glottodydaktyka. Warszawa: Graf-Punkt, 235–248.
- 2002 – Aspekty komunikacyjne i funkcjonalne tłumaczenia w dydaktyce translacyjnej, (w:) Przegląd Glottodydaktyczny t. 18, 5–12.
- 2005 – Spory o tekst Traktatu ustanawiającego Konstytucję dla Europy podpisanego wstępnie w Rzymie w 2004 roku, (w:) Lewandowski J., Kornacka M. (red.), Teksty specjalistyczne w kontekstach zawodowych i tłumaczeniach (Języki specjalistyczne 5). Warszawa: Katedra Języków Specjalistycznych, 25–37.
- 2007 – Wiedza specjalistyczna tłumacza na przykładzie tekstów prawnych, (w:) Kornacka M. (red.), Teksty specjalistyczne jako nośniki wiedzy fachowej (Języki specjalistyczne 7). Warszawa: Katedra Języków Specjalistycznych, 19–33.
- 2008 – Zderzenia kulturowe w tłumaczeniu na język angielski Konstytucji Rzeczypospolitej  Polskiej z 1997 roku, (w:) Karpiński Ł. (red.) Kulturowy i leksykograficzny obraz języków specjalistycznych (Języki Specjalistyczne 8). Warszawa: Katedra Języków Specjalistycznych, 16–30.
- 2011 – On Language(s) of the Law and Guiding Principles in Translating Statutory Texts, (w:) Grucza S. (red.) Lingwistyka Stosowana. Applied Linguistics. Angewandte Linguistik. Przegląd – Review. Tom 4. Uniwersytet Warszawski: Wydział Lingwistyki Stosowanej, 75–86.
- 2012 – Legal and Linguistic Complexity Affecting Statutory Text Translation, (w:) Olpińska-Szkiełko M., Grucza S., Żmudzki J. (red.), Der Mensch und seine Sprachen. Festschrift fur Professor Franciszek Grucza. Frankurt am Main. PETER LANG. Internationaler Verlag der Wissenschaften, 356–365.
Źródło:[5]